# 解决问题
解决问题或解難指通过克服障碍实现目标的过程，是大多数活动中经常出现的一部分。需要解决的问题范围从简单的个人任务（例如如何打开一个电器）到业务和技术领域的复杂问题。前者是简单问题解决（SPS）的例子，解决一个问题，而后者是复杂问题解决（CPS），涉及多个相互关联的障碍。解决问题的任务也可以分类为具有特定障碍和目标的明确定义的问题，以及情况棘手但不清楚应该追求什么样的解决方案的不明确定义的问题。同样，可以区分需要心理测量智力的形式或基于事实的问题，与依赖于个人或群体易变情感的社会情感问题，例如得体的行为、时尚或礼物选择。
解决方案需要足够的资源和知识来实现目标。律师、医生、程序员和顾问等专业人士主要是处理需要超出一般能力的技术技能和知识的问题的问题解决者。许多企业通过认识到问题并创造解决方案找到了有利可图的市场：问题越普遍和不便，开发可扩展解决方案的机会就越大。
在工程、商业、医学、数学、计算机科学、哲学和社会组织等领域有许多专业的问题解决技术和方法。心理学和认知科学研究了识别、分析和解决问题的心理技巧。也广泛研究了阻碍人们找到解决方案的心理障碍；问题解决的障碍包括确认偏见、心智定势和功能固定性。

## 一些解决问题的技术、方法
- 试错
- 排錯
- 排除（Elimination），常見於解答選擇題
- 對照試驗
- 归纳
- 推理
- 研究
- 类比
- 外推
- 腦力激盪
- 假設檢定
- 实验与测试
- 计算机模拟
- 根本原因分析
- 蘇格拉底反詰法
- 奥卡姆剃刀
- 8D問題解決法